# Der geteilte Himmel (Film)
Der geteilte Himmel ist eine Literaturverfilmung von Konrad Wolf aus dem Jahr 1964. Der DEFA-Film beruht auf der 1963 erschienenen Erzählung Der geteilte Himmel von Christa Wolf.

## Handlung
Nach einem Nervenschock kehrt die junge Rita von ihrem Studienort Halle (Saale) zurück in ihr Heimatdorf. Sie erinnert sich an die zurückliegenden beiden Jahre.
Beim Tanz zur Weihnachtszeit lernte sie den zehn Jahre älteren Chemiker Manfred kennen, der kurz vor der Doktorprüfung steht. Sie arbeitet tagsüber im Büro, bis ihr Chef Schwarzenbach sie als Studentin am Institut für Lehrerbildung in Halle anmeldet. Trotz anfänglicher Zweifel beginnt sie ihr Studium in Halle, wo auch Manfred wohnt. Sie zieht in sein Dachzimmer. Manfred wohnt mit seinen Eltern zusammen, nennt das Haus „Lebenssarg“, weil nie etwas geschieht, und hat vor allem zu seinem Vater ein angespanntes Verhältnis. Der Vater, ein Altnazi, ist inzwischen SED-Mitglied und Chef in einem Waggonwerk. Rita entscheidet sich, bis zu Semesterbeginn im Waggonwerk zu arbeiten, auch wenn Manfred davon nicht begeistert ist.
Im Waggonwerk wird sie der Brigade Ermisch zugeteilt und freundet sich bald mit dem alten Rolf Meternagel an. Der war früher Brigadier im Betrieb, hatte jedoch unloyale Untergebene und Manfreds Vater als Vorgesetzten. Als im Betrieb plötzlich 3000 Mark fehlten, wurde Meternagel dafür verantwortlich gemacht und degradiert. Dies traf ihn schwer und so arbeitet er konsequent, aber schweigsam an der Verbesserung des Arbeitsablaufs, führt Buch über vergeudete Arbeitszeit und setzt sich für Normerhöhungen ein. Mit den Funktionären über die Missstände zu diskutieren, hat er längst aufgegeben.
Manfred hat unterdessen seine Doktorarbeit erfolgreich verteidigt. Er arbeitet an einem verbesserten Färbeverfahren, das er der Produktion zur Verwendung anbieten will. In Martin hat er einen besonnenen Unterstützer, der das Verfahren der VVB vorstellen will. Zunächst scheint es so, als würde es angenommen werden; nach einer Prüfung des Verfahrens wird es jedoch ohne weitere Begründung abgelehnt. Manfred wird immer verbitterter. Er beginnt, an Ritas Liebe zu zweifeln. Als beide an einer Probefahrt mit einem neu gebauten Waggon teilnehmen, wird gerade in den Nachrichten der erste bemannte Raumflug Juri Alexejewitsch Gagarins bekannt gegeben – Manfred reagiert zynisch und sagt eine nun folgende Propagandawelle voraus. Als er kurze Zeit später auf einen Kongress nach West-Berlin geschickt wird, kehrt er nicht wieder zurück.
Rita wartet viele Monate auf ein Zeichen von ihm. Sein Verfahren wird inzwischen trotz vorheriger Absage angewendet. Schließlich erhält sie einen Brief von Manfred, in dem er sie bittet, zu ihm nach West-Berlin zu kommen. Sie reist zu ihm, fühlt sich jedoch in der Großstadt schnell verloren. „Vieles gefällt einem, aber man hat nicht die rechte Freude daran. Man ist auf schreckliche Weise allein. Schlimmer als im Ausland, weil man die eigene Sprache hört“, so ihr Fazit. Sie kehrt ohne Manfred nach Halle zurück, wo sie schließlich zusammenbricht.
In ihrem Heimatdorf kommt sie wieder zu Kräften und setzt ihr Studium fort. Sie räumt ihre Sachen aus Manfreds Zimmer und findet zunächst eine neue Bleibe bei Rolf Meternagel. Der ist inzwischen wieder Brigadier, hat sich jedoch im Versuch, die damals verschwundenen 3000 Mark durch Mehrarbeit zu sparen, überarbeitet. Nach Herz-Kreislauf-Problemen wird er nun zur Kur fahren.

## Produktion

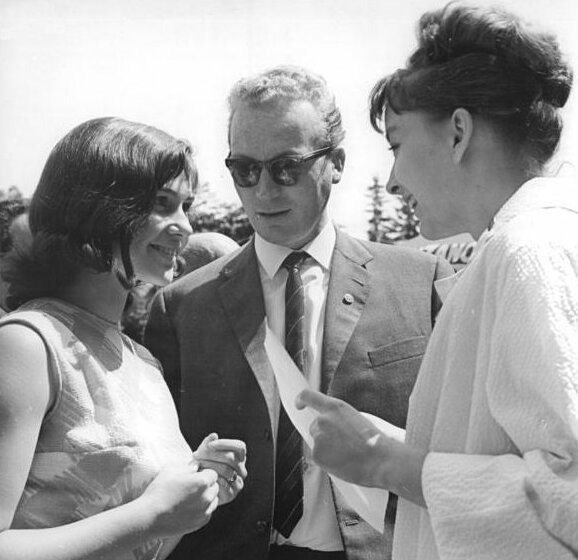
Hauptdarstellerin Renate Blume (links) mit Anastasia Wertinskaja (rechts) und Frank Beyer bei der Welturaufführung des Films auf dem IFF in Karlovy Vary

Die Dreharbeiten von Der geteilte Himmel fanden von 1963 bis Frühjahr 1964 in Halle und im VEB Waggonbau Ammendorf statt. Als „Stimme Juri Gagarins“ konnte Konrad Wolf seinen Jugendfreund, den Politiker Werner Eberlein, gewinnen, der unter Walter Ulbricht als Russisch-Dolmetscher tätig war und so als „Chruschtschows Stimme“ auch im Fernsehen der DDR bekannt wurde. Der Film wurde am 7. Juli 1964 auf dem Internationalen Filmfestival Karlovy Vary uraufgeführt. Am 13. September 1965 kam der Film in die Kinos der BRD und lief erstmals am 9. August 1982 auf DFF 1 im Fernsehen.
Nach der Uraufführung wurde der Film in der DDR „je nach politischer Wetterlage“ mehrfach verboten. Die Gründe waren dabei unterschiedlich, so wurde im Protokoll vom 25. August 1970 das Verbot des Films damit begründet, dass „ein weiterer Einsatz des Films […] die Republikflucht-Problematik unnötig hochspielen [würde].“

## Kritik
Die zeitgenössische Kritik beurteilte den Film überwiegend positiv: Dem Film komme „in der Filmkunst der DDR der Rang einer Durchbruchsleistung zu“, auch wenn „kritisch festgestellt wird, daß es den Schöpfern nicht in wünschenswertem Maße gelungen ist, die einzelnen dramaturgischen Komplexe in die richtigen Proportionen zueinander zu bringen“, urteilte das Neue Deutschland.
Kurt Maetzig, damals Direktor der Deutschen Hochschule für Filmkunst Potsdam-Babelsberg und Filmfunktionär in der DDR, lobte den Film als „sehr wichtigen Schritt auf diesem Wege in eine neue Etappe der Weltkunst überhaupt […] Ich möchte sagen, daß der Film ‚Der geteilte Himmel‘, für den ich sehr dankbar bin, dazu hilft, eine auf primitiver Verallgemeinerung beruhende Filmmache zu zerstören“.
Die westdeutsche Filmkritik befand: „Wer diesen ostdeutschen Film gesehen hat, der weiß, daß es den ernstzunehmenden westdeutschen Film nicht gibt.“ Der film-dienst lobte Der geteilte Himmel 1965:

„Was der bundesrepublikanischen Produktion bisher nicht überzeugend gelungen war, hat die östliche Defa vollbracht: einen der Diskussion werten und auch künstlerisch beachtlichen Film über das Problem der Zweiteilung Deutschlands zu drehen, ohne in allzu viele Propagandaklischees zu verfallen. […] Neu daran für östliche Filmverhältnisse ist das Bemühen, weniger Rücksichten auf den sogenannten Geschmack des breiten Publikums zu nehmen und statt dessen ein heikles Thema auf anspruchsvollem Niveau und mit raffinierten Nouvelle-Vague-Mitteln zu bewältigen zu versuchen.“

Der geteilte Himmel sei ein „inhaltlich und stilistisch außergewöhnlicher DEFA-Film“ und zeige eine „in ihrer Art einmalige Spiegelung des Lebensgefühls und des neuen Selbstbewußtseins der Ulbricht-Ära“, urteilte der film-dienst 1990. Andere Kritiker nannten den Film einen „Mauerfilm, in dem das Bauwerk nicht vorkommt und doch ins Unendliche ragt.“
Cinema befand: „Das zeitweilig verbotene Drama von Konrad Wolf zählt zu den besten Werken des DDR-Kinos. Fazit: Ein Blick auf die DDR ohne Ostalgie-Filter.“ Für Frank-Burkhard Habel ist Der geteilte Himmel „vielleicht der wichtigste Gegenwartsfilm jener Zeit“.

„Im Gegensatz zu vielen anderen DEFA Produktionen […] stellt der Film […] die menschlichen Schicksale und Entwicklungen in den Mittelpunkt. Konrad Wolf bediente sich für seine Liebesgeschichte, die an der Zweiteilung Deutschlands zerbricht, einer expressiven Bild- und Lichtmalerei. Nach Beyers "Königskinder" (1962) war "Der geteilte Himmel" ein weiteres Beispiel jener Versuche der DEFA, selbstbewusst auf internationale Strömungen zu reagieren.“

## Auszeichnungen
Der geteilte Himmel wurde mit dem Prädikat „Besonders wertvoll“ ausgezeichnet. Konrad Wolf und Eberhard Esche erhielten 1965 die Erich-Weinert-Medaille. Der geteilte Himmel lief auf der Berlinale 1991 im Rahmen einer Retrospektive.
Im Jahr 1995 wurde anlässlich des 100. Geburtstages des Kinos eine Umfrage des Deutschen Kinematheksverbundes unter Fachleuten und Filmkritikern zu den 100 wichtigsten deutschen Filmen durchgeführt. Unter den gewählten Filmen befand sich auch Der geteilte Himmel.